# Gaston Chaze
Gaston Chaze, né le 30 mars 1903 à Largentière (Ardèche) et mort le 18 décembre 1960 à Pau (Pyrénées-Atlantiques), est un homme politique français.

## Biographie
Fils d'un boulanger, fonctionnaire dans l'administration des contributions indirectes, Gaston Chaze est, entre les deux guerres, un militant syndical CGT, secrétaire de l'union locale de Pau, et socialiste SFIO. Secrétaire de la section socialiste de Pau, il est élu secrétaire de la fédération SFIO des Basses-Pyrénées en 1931, et conserve cette fonction jusqu'à la seconde guerre mondiale.
Au sein du parti, il soutient la ligne majoritaire, incarnée par Paul Faure. Il mène notamment, au niveau local, la lutte contre les idées des « néos ».
Durant cette période, il est très régulièrement candidat aux élections, sans jamais être élu : municipales de Pau en 1929 et 1935, aux cantonales entre 1933 et 1937, et enfin aux législatives de 1936, où il ne réunit que 11 % des voix.
Il obtient cependant son premier mandat en décembre de cette même année, étant élu conseiller municipal de Pau à l'occasion d'une partielle.
Opposant au régime de Vichy, il est muté dans les Deux-Sèvres, où il participe ensuite à la Résistance.
Il s'installe à la Libération en Vendée, où il dirige la fédération socialiste et figure sur la liste menée par Georges Gorse, pour les élections d'octobre 1945, mais n'est pas élu.
Conseiller au cabinet de Gaston Defferre, secrétaire d'Etat à l'information, il revient dans les Basses-Pyrénées en juin 1946 pour mener une liste socialiste, alors que la SFIO avait été incapable d'en constituer une l'année précédente. Il obtient 15 % des voix, ce qui lui permet d'être élu député. Il est réélu, avec le même score, en novembre.
L'année suivante, il est élu conseiller municipal de Pau, et conserve son siège en 1953.
Les élections de 1951 confirment la faible implantation socialiste dans son département : avec seulement 11,8 % des voix, il n'est pas réélu.
Il n'est pas candidat en 1956, mais se présente en 1958, dans la circonscription remportée par Jean-Louis Tixier-Vignancourt.
Il abandonne, en 1959, la lutte électorale en ne se représentant pas aux municipales. Il meurt prématurément, deux ans plus tard, à l'âge de 57 ans.

## Sources
Biographie sur le site de l'assemblée nationale
Dictionnaire biographique du mouvement ouvrier français, notice de Gilles Morin et Jean-Claude Paul-Dejean